# Obra de teatro

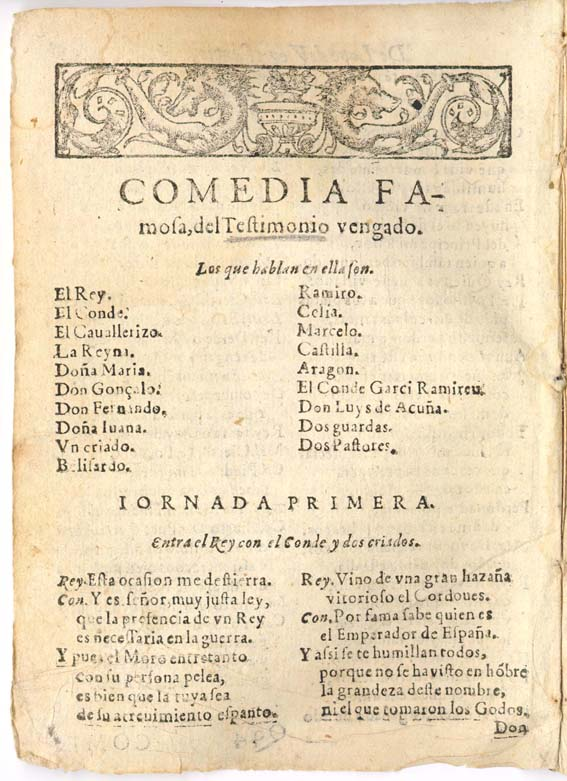
Página inicial de una de las comedias de Lope de Vega, con el «dramatis personae» y el inicio del texto.

Una obra de teatro u obra teatral es una forma literaria normalmente constituida por diálogos entre personajes y con un cierto orden. La definición académica hace referencia en concreto al «texto de una representación teatral», opcionalmente acompañado de acotaciones.
En la obra de teatro se ocupan personajes, diálogos, párrafos, etc. Para hacer una obra de teatro se tienen que cumplir los requisitos necesarios y cierta preparación.
A la hora de escenificar la obra, los actores deben respetar el guion dramaturgo. El director de escena es el encargado de que la obra se ciña al guion, así como de la dirección de las actuaciones.

## Historia

### Origen clásico
En occidente, las obras de teatro en sentido tradicional, tienen su origen estructural en la Grecia Antigua, en concreto en los ditirambos dionisíacos y la producción de los padres de la dramaturgia griega: Esquilo, Sofocles, Eurípides y Aristófanes.

### Evolución de la obra teatral
En el siglo XVIII, se observa una gran variedad de comedias teatrales. El siglo XIX vio el nacimiento del drama romántico, una mezcla de comedia y tragedia. Esto demuestra el actual género literario de la época, el romance, que se opone al clasicismo. Se tornan populares los géneros: el vodevil y el melodrama. A finales del siglo XIX surge el drama realista.
El teatro nació en Atenas, Grecia, entre los siglos V y VI antes de Cristo. Los atenienses celebraban los ritos en honor a Dionisio, dios del vino y de la vegetación. Estas primitivas ceremonias rituales acaban evolucionando hacia el teatro, constituyendo uno de los principales logros culturales de los griegos.

## Géneros teatrales
Entre los principales géneros teatrales: comedia, farsa, melodrama, tragedia, tragicomedia y pieza. También pueden incluirse los géneros musicales como la ópera, zarzuela, opereta y musicales propiamente dichos, el ballet y la danza, cuando en ellos aparece una acción dramatizada.